# Doença de Alzheimer de início precoce
A doença de Alzheimer de início precoce refere-se aos casos de doença de Alzheimer diagnosticados antes dos 65 anos de idade. É uma forma pouco comum da doença, com uma incidência que varia entre 5% e 10% do total de casos. Cerca de 13% dos casos de Alzheimer precoce são familiares e têm origem na predisposição genética para a doença. No entanto, os restantes casos partilham as mesmas características da forma de início tardio. Embora o Alzheimer de início precoce possa ocorrer em pessoas na casa dos 30 ou 40 anos, essa situação é extremamente rara, e a maioria dos casos ocorre em pessoas na casa dos 50 anos ou início dos 60.
A doença de Alzheimer familiar de início precoce ou simplesmente doença de Alzheimer familiar é uma forma pouco comum da doença de Alzheimer que geralmente tem início antes dos 65 anos (geralmente entre os 50 e 65, mas podendo ser tão precoce como aos 15 anos) e é herdada de forma autossómica dominante. Esta forma corresponde a cerca de metade dos casos de doença de Alhzeimer de início precoce. A Alzheimer familiar requer que o paciente tenha pelo menos um parente em primeiro grau com história de Alzheimeir. Os casos não familiares da doença são denominados "doença de Alzheimer esporádica.